# Martin Blumenson
Martin Blumenson (* 8. November 1918 in New York City; † 15. April 2005 in Washington, D.C.) war ein US-amerikanischer Offizier (Oberstleutnant), Militärhistoriker und Sachbuchautor. Er war im Zweiten Weltkrieg als Historiker der US Army bei der Landung in der Normandie dabei und Biograph von General George S. Patton.

## Leben
Blumenson wurde in New York geboren, wuchs in New Jersey in einer Familie russisch-jüdischer Einwanderer auf und studierte an der Bucknell University mit dem Bachelor-Abschluss 1939 und dem Master-Abschluss 1940 und der Harvard University mit dem Master-Abschluss 1942. In seiner Jugend spielte er Klavier und trat u. a. in der Carnegie Hall und verschiedenen Jazzclubs in New York auf.
Danach trat er in die US Army (1942–1946; erneut 1950–1957) ein. Im Zweiten Weltkrieg war er Offizier und Historiker bei der 3. und 7. Armee auf dem europäischen Kriegsschauplatz (Frankreich, Deutschland). Von 1948 bis 1950 war er Instructor in History an der United States Merchant Marine Academy in Kings Point, New York. Im Koreakrieg war er Historiker beim 9. US-Korps und von 1957 bis 1967 Senior Historian beim Office of Chief of Military History des United States Department of the Army, wo er an der offiziellen Geschichte der US Army im Zweiten Weltkrieg mitarbeitete (er schrieb den Band Breakout and Pursuit über die an die Landung in der Normandie anschließenden Kämpfe, die die Einkesselung aufbrachen, und Salerno to Cassino). 1967 war er Präsident des American Military Institute. Von 1967 bis 1969 war er Consultant in Domestic Matters im Weißen Haus (Amtszeit von Präsident Lyndon B. Johnson).
Von 1969 bis 1971 war er Visiting Professor für Militärische und Strategische Studien an der Acadia University (Kanada). 1971 hielt er die Harmon Memorial Lecture in Military History an der United States Air Force Academy in Colorado Springs. Von 1971 bis 1973 bekleidete er den Ernest J. King Chair of History am Naval War College. 1974/75 war er Mark W. Clark Visiting Professor of History am The Citadel. 1975/76 bekleidete er eine Gastprofessur (Harold Keith Johnson Chair of Military History) der Military History Research Collection an der U.S. Army War College Library, danach dann Adjunct Professor. Von 1979 bis 1983 war er Professional Lecturer in International Affairs an der George Washington University. 1982 war er Visiting Professor an der Bucknell University. 1983/84 war er Adjunct Professor am National War College. 1988 war er Marie Fisher Distinguished Professor an der University of North Texas. 1990 war er Centennial Committee Visiting Professor an der University of Texas at Austin. Von 1990 bis 1993 war er Mitglied des Department of the Army Historical Advisory Committee.
Er ist insbesondere für seine Biographie von Patton bekannt (unter dem er selbst als Leutnant gedient hatte).
Blumenson war mit einer Französin verheiratet und Vater eines Sohnes.

## Patton-Tagebuch
Der Militärhistoriker Peter Lieb warf Blumenson vor, in seiner Ausgabe der Patton Papers eine Passage gefälscht zu haben, da sie die amerikanische Armee und Patton in schlechtem Licht darstellen würde. In der Ardennenschlacht (Kampf um die Ortschaft Chenogne) ermordeten US-amerikanische Soldaten der 11. Panzer-Division (B-Kompanie des 21. motorisierten Infanterie-Bataillons) am 1. Januar 1945 60 bis 70 deutsche Kriegsgefangene, darunter einige Sanitäter (Massaker von Chenogne). Sie wurden an der Seite der Straße aufgereiht und mit Maschinengewehren erschossen. Im Keller eines der verbliebenen Gebäude von Chenogne, das bei den heftigen Kämpfen fast völlig zerstört wurde, befand sich ein deutsches Feldlazarett der 3. Panzergrenadier-Division mit Verwundeten, durch Rotkreuzbinde gekennzeichneten Sanitätern und auch Zivilisten. Als sie aus der Stellung herauskamen, um sich zu ergeben, wurden sie nach und nach erschossen, darunter auch Verwundete, insgesamt 21 Mann. Der Bürgermeister des Ortes berichtete, dass er zwei Tage später die 21 Mann in einer Linie liegend vorgefunden habe. Laut einem amerikanischen Zeugen gab es den Befehl, keine Gefangenen zu machen (wenige Wochen davor gab es das Malmedy-Massaker an US-Kriegsgefangenen durch die Waffen-SS). Patton verhinderte Ermittlungen (es gab so weit bekannt keine offizielle Untersuchung). In seinem Kriegstagebuch manipulierte Blumenson die Stelle, an der von Sanitätern die Rede war und änderte sie so, dass nur von normalen Soldaten die Rede war. Ursprünglich stand dort im Eintrag vom 4. Januar 1945, dass die 11. Panzerdivision sehr unerfahren war (very green) und unnötige Verluste erlitten hatte und Ermordete auch über 50 deutsche Sanitäter. Blumenson machte daraus in seiner Ausgabe der Patton Papers von 1974: Unglücklicherweise kam es zu einigen Erschießungen von Gefangenen. Pattons Eintrag ist tatsächlich falsch, da nur ein Teil der Erwähnten Sanitäter waren.

## Auszeichnungen
1995: Samuel Eliot Morison Prize

## Schriften
- Anzio: The gamble that failed, Cooper Square Press 2001
- Bloody River: the real tragedy of the Rapido, Texas A&M University Press 1998 (vernichtende Niederlage der 36. Texas Division beim Versuch der Überquerung des Flusses Rapido in Italien 1944)
- The Battle of the Generals: The Untold Story of the Falaise Pocket – The Campaign That Should Have Won World War II, William Morrow 1993
- Breakout and Pursuit, United States Army in World War II: the European Theater of Operations, Center of Military History, US Army, Washington D. C. 1961, Online
- The Duel for France, 1944: The men and battles that changed the face of Europe, Da Capo 2000
- Kasserine Pass, Cooper Square Press 2000 (Schlacht am Kasserinpass)
- Masters of the art of command, Houghton Mifflin 1975
- Eisenhower, Ballentine Books 1972
- Patton: The Man Behind the Legend, 1885–1945, William Morrow 1994
- The Patton Papers: 1940–1945, Houghton Mifflin, 2 Bände, 1974, Da Capo 1996
- Salerno to Cassino, United States Army in World War II: the European Theater of Operations, Center of Military History, US Army, Washington D. C. 1969, Online
- Sicily, whose victory?, Ballantine Books 1969
- Mark Clark, New York: Congdon and Weed 1984
- The Vildé Affair: Beginnings of the French Resistance, Houghton Mifflin 1977